# Burger King
Burger King este un lanț de restaurante fast food american, cu peste 17.800 de unități în 100 de țări, dintre care aproximativ două treimi sunt localizate în Statele Unite.
Compania a fost fondată în 1954 în Miami, Florida, sub numele de Insta-Burger King, iar în scurt timp a fost redenumită Burger King. Este cunoscută pentru produsul său emblematic, sandvișul Whopper, lansat în 1957.
În România, Burger King a intrat inițial pe piață în anii 2000, dar s-a retras ulterior din cauza dificultăților financiare și a unei extinderi limitate. Brandul a revenit pe piață în 2019, odată cu deschiderea unui restaurant în București și are în prezent mai multe locații în centre comerciale și zone centrale.

## Istoric
Predecesorul lui Burger King a fost fondat în 1953 în Jacksonville, Florida, sub numele de Insta-Burger King. După ce au vizitat localul inițial al fraților McDonald din San Bernardino, California, fondatorii și proprietarii (Keith J. Kramer și unchiul soției sale, Matthew Burns) au cumpărat drepturile asupra a două echipamente numite „Insta-machines” și au deschis primele lor restaurante.
În 1954, James McLamore și David Edgerton au fondat Burger King Corporation prin deschiderea unui restaurant pe NW 36th Street din Miami. Burger King a fost vândut în anul 1967 către Pillsbury. În anul 1997 Pillsbury și Guinness au fuzionat în Diageo PLC. Diageo a anunțat încă din iunie 2000 că va scoate corporația Burger King din portofoliul său și a vândut-o la data de 13 decembrie 2002 unui consorțiu american format din grupul de firme Texas Pacific Group (Del Monte, Ducati, Continental Airlines, America West), Bain Capital precum și Goldman Sachs Capital Partners.
În 1971 Burger King s-a extins în Australia sub numele de Hungry Jack's din cauza faptului că numele era deja înregistrat.
Primul restaurant din Europa s-a deschis în anul 1975 în Madrid, Spania, fiind urmat de altul in 1976 in Berlinul de Vest. Primele trei filiale în Austria au fost deschise în anul 1980, însă au fost din nou închise după puțin timp. De abia în anul 2000 s-a deschis primul local în Viena. În anul 2005 s-a deschis primul restaurant Burger King în China.
În august 2014, Burger King a fuzionat cu lanțul de cafenele canadian Tim Hortons în noua entitate Restaurant Brands Internațional, cu sediul în Canada.

## Burger King în România
Similar cu alte cazuri din diferite state americane și țări, la începutul anilor 2000 a funcționat un restaurant fast food cu numele Burger King fără licență lângă fostul restaurant McDonald's în Bucur Obor din București. În urma unei sesizări din partea Burger King, această și-a schimbat numele în Burger Ranch, numele unui lanț de fast food israelian, iar ulterior s-a închis.
Compania Burger King a deschis oficial primul restaurant în România pe 18 aprilie 2008, după ce firma Atantic Restaurant System, deținută de oamenii de afaceri Marius Nasta și Eli Davidai, a obținut dreptul de franciză. Firma a deschis 7 restaurante în București, dintre care unul stradal lângă restaurantul KFC de la Piața Romană și încă două în Constanța. În anii de criză economică, afacerea a intrat în declin, operatorul francizei închizând 3 restaurante în 2011 și restul de 5 în 2012.
Tot în 2008, francizorul global Alpha Rocas a deschis o locație în terminalul aeroportului Henri Coandă, după zona de check-in.
În 2019 compania AmRest a deschis primele restaurante în București, după 7 ani în care a funcționat doar locația din aeroport.

## Produse

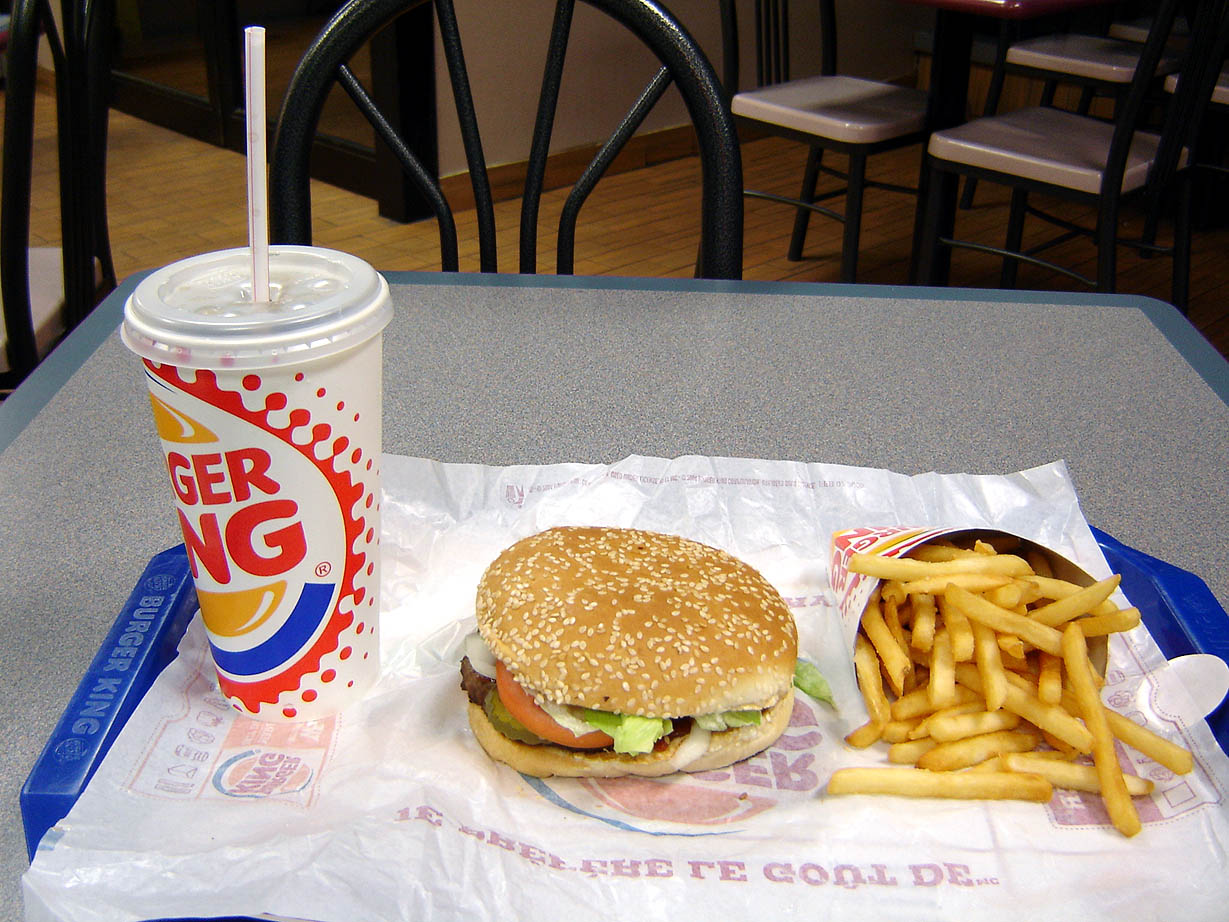
Meniu Whopper: hamburger, cartofi prăjiți și băutură.

Cel mai cunoscut produs al Burger King este hamburgerul Whopper, născut în 1957 și caracterizat prin carne gătită direct pe grătar (un aspect comun al tuturor sandvișurilor pe bază de vită) și a mărimii diverse din diferitele variante. Conceptul era carne de vită la grătar peste o flacără deschisă, câteva ingrediente proaspete și porții mari de cartofi prăjiți. Burger King oferă și sandvișuri cu carne de pui, fără gluten și vegetariene în funcție de țară.